# 영성대군
영성대군(永城大君, ?~ 1376년)은 고려 말기의 무신이자, 조선 전기의 왕족이다. 조선 환조 이자춘의 아들로 태조 이성계의 이복 형이다. 큰아버지 완창대군 이자흥의 양자가 되었다.
조선 건국 후 완성군(完城君)의 작위를 받았고, 사후 고종 때 가서 효민의 시호를 받고, 영성대군(永城大君) 겸 영종정경에 추증되었다. 이름은 천계(天桂), 본관은 전주이고, 자는 순흠(順欽), 호는 석천(石川), 시호는 효민(孝愍)이다.

## 생애
환조 이자춘과 그의 첫 부인 한산이씨 소생으로, 친형으로는 이원계가 있고, 이복 동생들로는 영흥 최씨 소생으로는 태조 이성계가 있으며, 정안옹주 김씨 소생으로는 의안대군 이화가 있다. 그는 본래 환조 이자춘의 아들이었으나 후일 완창대군(完昌大君)으로 추증된 큰아버지 탑사불화(塔思不花) 이자흥의 양자가 되었다. 이자흥에게는 아들 교주가 있었으나 교주는 어려서 요절한 것으로 추정된다.
이성계의 아버지인 이자춘의 신도비명에는 이자춘의 아들로 이원계, 이성계, 이화 단 3명만 언급하고 있어 후대에 혼선이 빗어지기도 하였다.
고려 말 추밀(樞密)에 임명되고, 발란건공(撥亂建功)으로 완성군(完城君)에 봉해졌다. 포은 정몽주, 야은 길재 등과 도의지교를 맺었다고 한다. 그는 마음속으로 이성계를 꺼려했다 한다.
《태조실록》 총서의 기록에 의하면 자신의 누이인 강우(康祐)의 처 이씨와 함께 모의하여 반란을 기도했다가 진압되었으나 이성계가 이를 눈감아주기도 했다.
1376년 어떤 권세가가 자신의 힘을 이용, 이천계의 부하 관료의 아내를 빼앗자 그는 이 권세가를 구타했다가 사망하는 바람에 투옥되었고, 이성계의 구명 노력에도 불구하고 대신들의 반대로 옥중 사망하였다.
 
처음에 환조(桓祖)가 세상을 떠나니,
이천계(李天桂)는 자기가 적사(嫡嗣)가 된 이유로써 마음속으로 태조를 꺼리었다.
태조실록의 1권에 이천계를 '初桓祖薨, 天桂自以爲嫡嗣' 기록 존재 
태조의 종[奴]이 양민(良民)임을 하소하는 사람이 있으니,
천계는 그 누이인 강우(康祐)의 아내와 모여 모의하고
양민임을 하소한 사람과 서로 결탁하여 난을 일으키려고 했으나, 여의치 못하였다.
태조는 이 일을 마음에 두지 않고 그들을 처음과 같이 대접하였다.
병진년(1376년) 여름에 이르러 어느 사람이 천계의 관하 사람의 이미 혼인한 아내를 빼앗으므로,
천계가 노하여 구타해 죽이니, 천계를 마침내 옥에 내려 가두었다.
천계가 일찍이 권세를 부리는 재상(宰相)을 꾸짖어 욕하였으므로,
재상이 드디어 그전 감정으로써 장차 그를 죽이려고 하였다.
태조가 변명하여 구원하고 힘써 청하였으나, 마침내 구원하여 내지 못하였으므로,
매우 이를 슬피 여겨 여러 고아들을 어루만져 양육하고
무릇 장가들고 시집가는 일들을 모두 자기가 주관하였다.
강우(康祐)의 아내는 집이 가난하니, 태조는 이를 불쌍히 여겨
노비를 많이 주어 그 생업을 넉넉하게 하였다.
개국 후에 천계의 아들을 모두 높은 관작에 임명하였다. 천계는 곧 교주(咬住)이다.— 《태조실록》 1권, 총서 59번째기사

이성계는 특별히 그에게 의정부좌찬성을 추증하고 제수를 하사하였으며 불천지위를 추서하였다. 1871년(고종 8) 효민(孝愍)의 시호가 추서되었고, 1872년에는 태조의 4대조상 추존왕의 자손들을 추서할 때 영성대군 영종정경에 추봉되었다.

### 사후
묘는 함흥 주동사 축전동(州東社 木丑田桐) 자좌에 안장되었으며, 비석이 퇴락하여 1866년(고종 3년)에 비석과 신도비를 개수(改竪)하니 성균관좨주 금곡(錦谷) 송래희(宋來熙)가 신도비명을 지었다. 세덕사(世德祠)에 배향되었다.
부부인 밀양박씨는 판부사 종건(宗健)의 딸이다. 부부인 밀양박씨의 묘소는 함흥 주북사 후주리 가마동 자좌이며 비갈이 있다.

## 기타
한때 양아버지 완창대군 이자흥의 아들 이교주와 동일 인물로 해석되었다. 이교주와 이천계의 동일인 여부는 오랫동안 논란이 되었다. 그러나 태조실록의 1권에 이천계를 '初桓祖薨, 天桂自以爲嫡嗣'라 하여 환조의 적장자라고 기록하였다. 그런데 뒤에 천계가 교주라고 하여 후대에 혼선이 빚어졌다.
1900년(광무 3년) 7월 7일 종정원경(宗正院卿) 완순군(完順君) 이재완(李載完)이 고종에게 상주하기를, 이천계를 영성대군은 이미 완창대군(完昌大君) 자흥(子興)의 소생이라는 것이 판명되었다며 영성대군 이천계의 대군 작위에서 대를 제할 것을 상주하였다. 그러나 후일 공개된 태조실록에는 태조실록 1권에 이천계를 환조의 적사(嫡嗣), 적통을 이은 사자라고 기록한 것이 나타났다.
1455년(세조 1년) 세조는 즉위 초, 한남군(漢南君), 영풍군(永豊君)에게 공름 지급을 거절하면서 이천계(李天桂)는 태조(太祖)의 서제(庶弟)로서 스스로 정파(正派)에 비의(比擬)하여 태조를 모해(謀害)하려 하였는데도 태조께서는 조금도 개의(介意)하지 않으셨다고 언급하였다.

## 가족 관계
- 아버지 : 환조(桓祖, 1315 ~ 1360)
- 어머니 : 한산 이씨(韓山 李氏)
  - 부인 : 부부인 밀양 박씨(府夫人 密陽朴氏) - 판부사 박종건의 딸
    - 아들 : 밀양군 이란(密陽君 李蘭)
    - 아들 : 밀은군 이섭(密恩君 李攝)
    - 아들 : 밀춘군 이척(密春君 李陟)
    - 아들 : 밀릉군 이실(密陵君 李實)
    - 아들 : 밀선군 이종(密善君 李種)
    - 딸 : 판서 최천보(崔天寶)에게 하가(下嫁)
    - 딸 : 참판 최천봉(崔天奉)에게 하가(下嫁)
    - 딸 : 참판 태석란(太石蘭)에게 하가(下嫁)

## 같이 보기
- 완풍대군